# IBM 5110

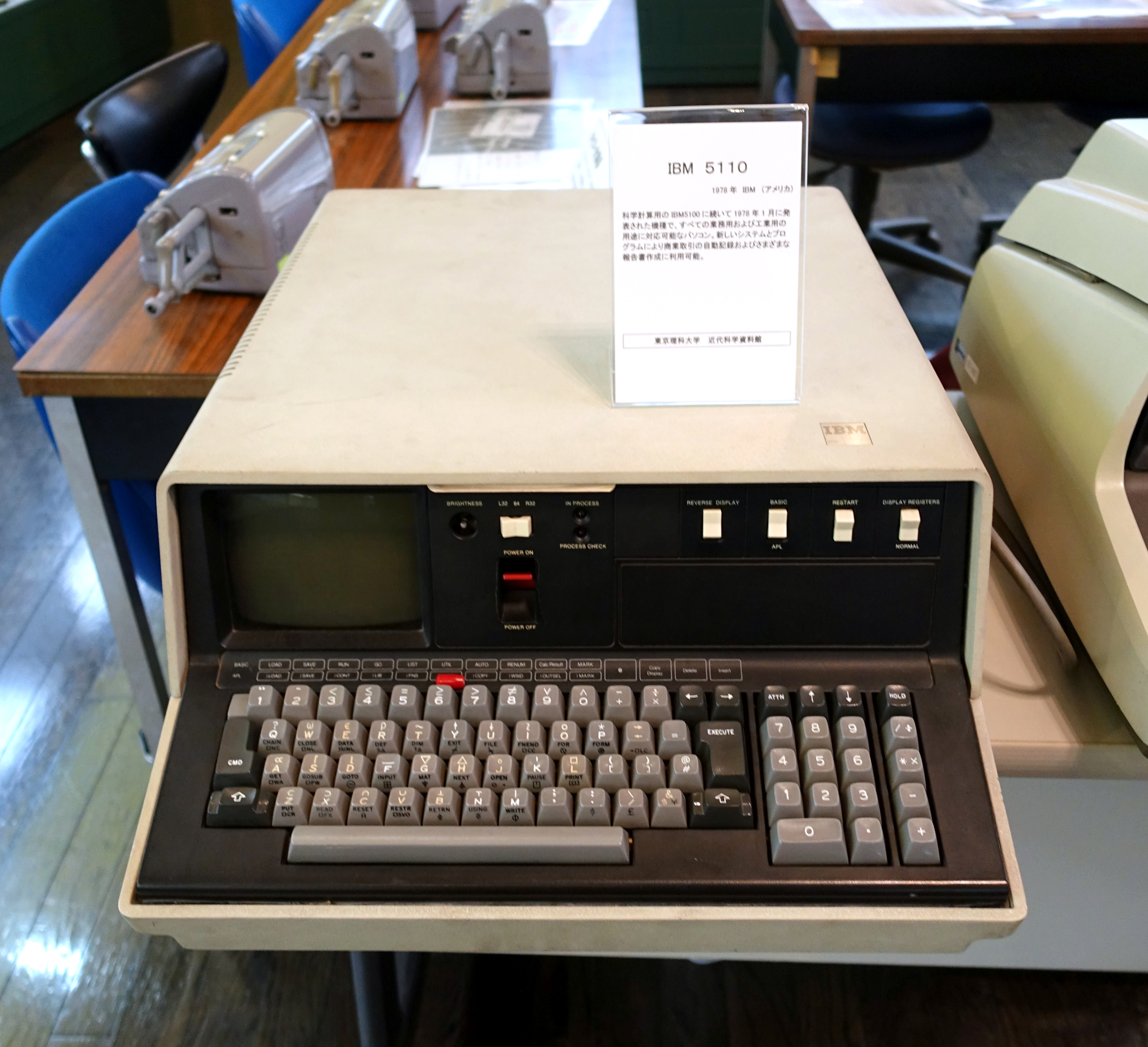
IBM 5110

IBM 5110 컴퓨팅 시스템은 IBM 5100 휴대용 컴퓨터의 후속 제품이다.
IBM 5110은 1978년 1월(IBM 5100이 출시된 지 2년이 조금 넘은 시점)에 발표되었다. 주요 차이점은 더 많은 I/O 장치(플로피 디스크 드라이브, IEEE-488, RS-232)에 대한 지원과 다른 IBM 시스템과 호환되는 문자 집합(EBCDIC)였다. 이러한 개선으로 인해 IBM 5100과 부분적으로 호환되지 않는다.

## 변형
IBM 5110의 세 가지 변형이 구축되었다.
- IBM 5110 모델 1(204kB의 QIC DC300 테이프 드라이브 내장)
- IBM 5110 모델 2(QIC 테이프 드라이브 제외)
- IBM 5110 모델 3 - IBM 5120으로도 지정됨(8인치 1.2MB 플로피 디스크 드라이브 2개 내장)